# La Tamarissière

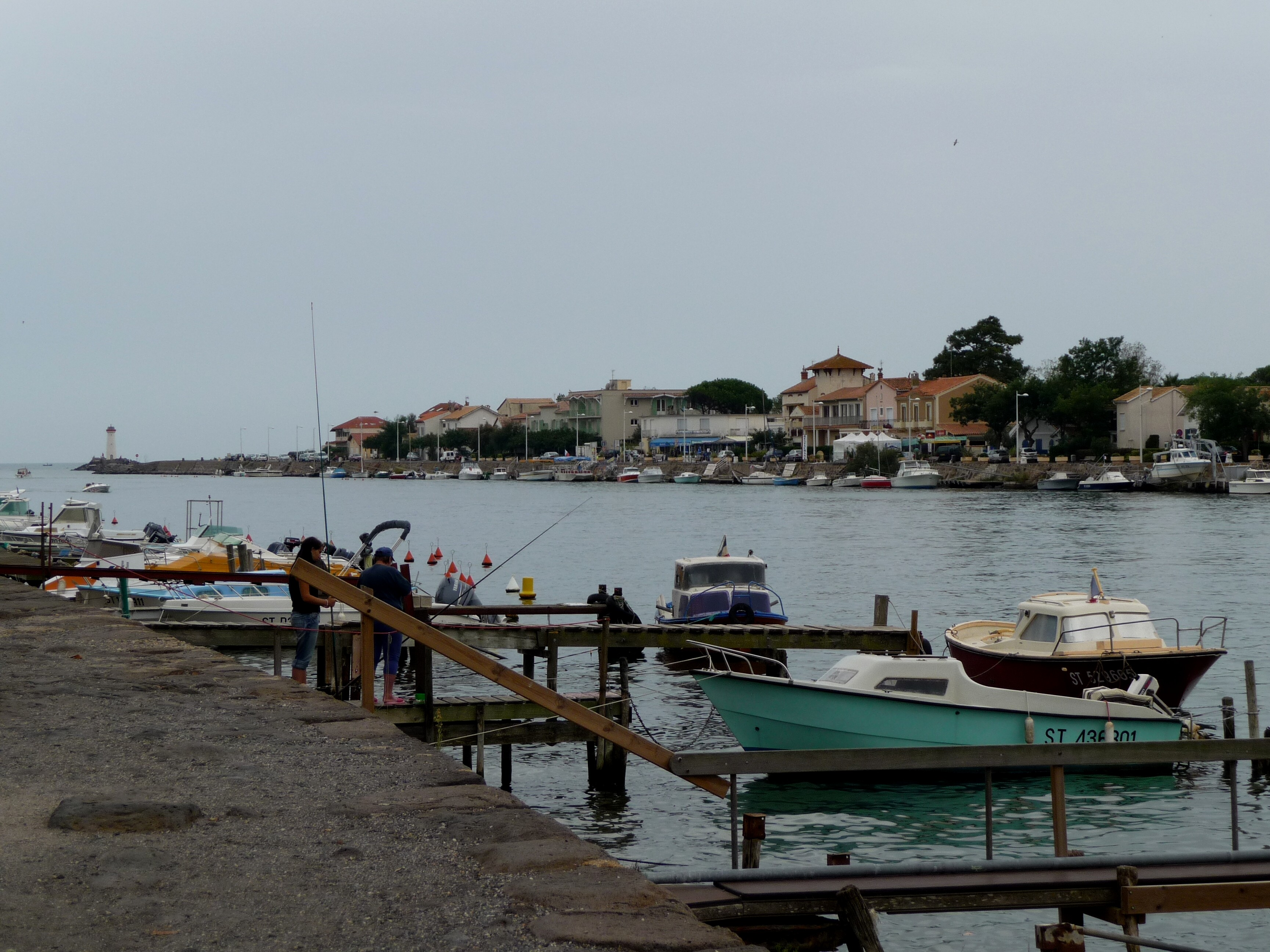
Blick auf La Tamarissière

La Tamarissière ist ein Ortsteil der südfranzösischen Gemeinde Agde, Département Hérault.

## Geografie
Als einziger Ortsteil liegt er westlich der Mündung des Hérault in das Mittelmeer. Der Name stammt von den dort weit verbreiteten Tamarisken.